# Miloșești (gmina)
Miloșești – gmina w Rumunii, w okręgu Jałomica. Obejmuje miejscowości Miloșești, Nicolești i Tovărășia. W 2011 roku liczyła 2735 mieszkańców. 